# Eudokia Angelina
Eudokia Angelina (1173–1211) byla v letech 1190 až 1200 manželkou rašského župana a pozdějšího srbského krále Štěpána Prvověnčaného. Později se provdala za krátce vládnoucího byzantského císaře Alexia V. a jejím třetím manželem byl korintský vládce Leo Sgouros. Eudokia se narodila jako dcera císaře Alexia III. a jeho manželky Eufroziny Dukainy Kamatery.

## Život
Eudokia se poprvé provdala za Štěpána, druhého syna velkého rašského župana Štěpána Nemanji. Sňatek byl domluven jejím strýcem, císařem Izákem II. kolem roku 1190, zatímco byl její otec v exilu v Sýrii. V roce 1196 se stal její manžel po otcově odchodu do kláštera vládcem Srbska. Podle byzantského historika Niketa Choniata se manželé hádali a rozešli se. Jeden druhého obviňovali z cizoložství a tak byla Eudokia v roce 1200 nebo 1201 vyhoštěna ze Srbska. Eudokia utekla pěšky ke dvoru Štěpánova bratra Vukana, vládci knížectví Zeta, který se s ní přátelil a postaral se o ni. Poté odešla do města Drač, odkud se byzantskou lodí vrátila ke svému otci do Konstantinopole. Zapuzení Eudokie ukazovalo pokles byzantské moci a prestiže.
V Konstantinopoli se Eudokia stala milenkou budoucího císaře Alexia V., se kterým (a se svou matkou) 12. dubna 1204 opustila město a prchla do Thrákie před křižáky čtvrté křížové výpravy, kteří město drancovali. V Mosynopoli jí její sesazený otec dovolil se provdat za Alexia V., který byl však na příkaz Alexia III. zatčen a znetvořen. Eudokia na svého otce zuřila. Poté byl její všemi opuštěný manžel Alexios zajat křižáky a odsouzen k smrti.
Eudokia se potřetí provdala za Lea Sgoura, nezávislého vládce Korintu, poté, co jí a její rodině nabídl v roce 1204 azyl. Leo Sgouros v roce 1207/1208, blokovaný v korintské pevnosti, spáchal sebevraždu. Eudokia zemřela zřejmě kolem roku 1211.
Eudokia měla ze svého prvního manželství se Štěpánem tři dětiː
- Štěpán Radoslav
- Štěpán Vladislav
- Komnena Nemanjič